# Khanda

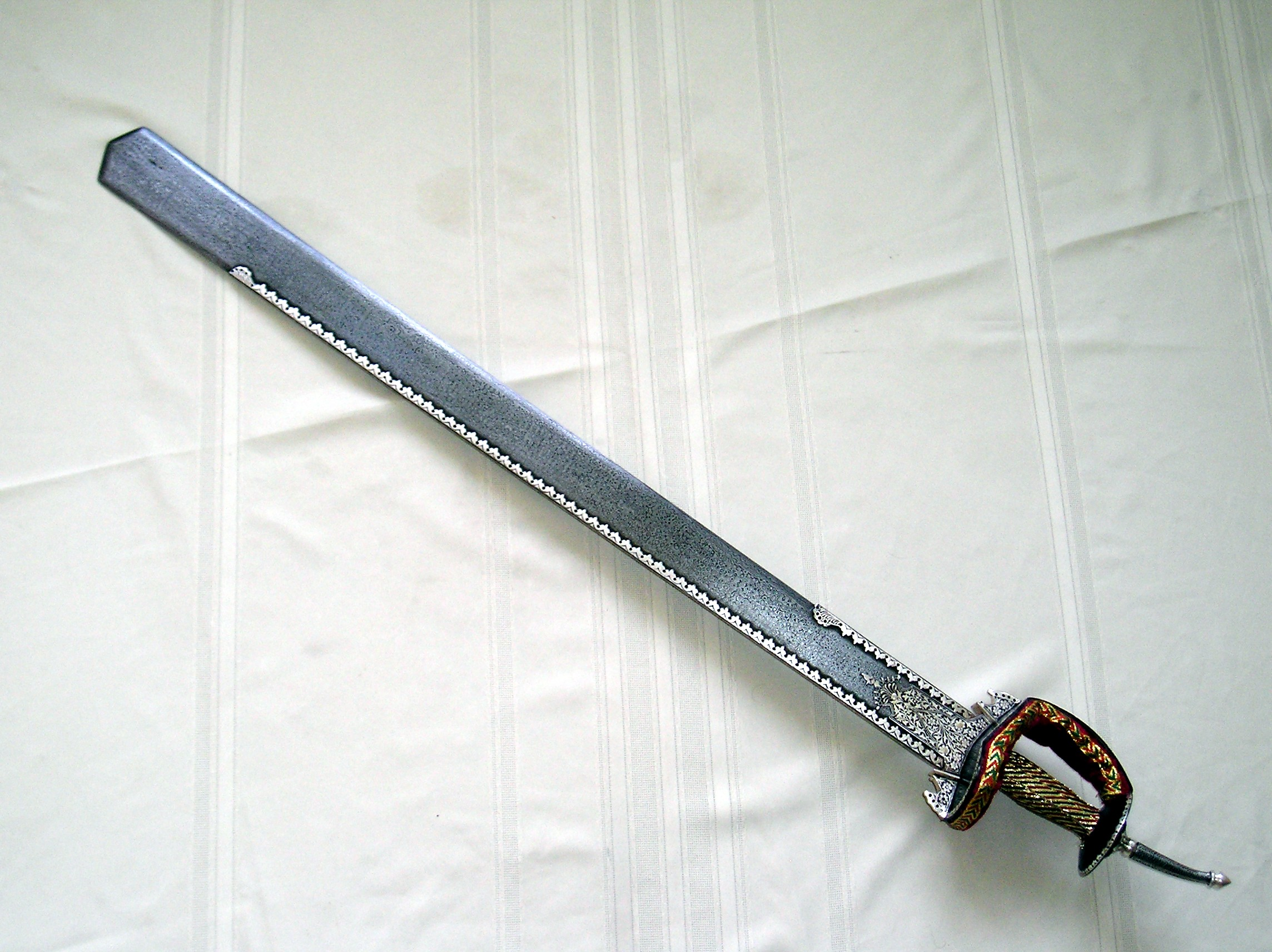
Radźputańska khanda

Khanda (Kanda) – indyjski miecz obosieczny, o długości głowni zazwyczaj ok. 80 cm, znany od czasów mogolskich. Charakterystyczną cechą khand była szeroka głownia, dodatkowo rozszerzająca się w kierunku (niemal tępego) sztychu i z reguły z jednej krawędzi wzmacniana metalowym prętem. Rękojeści, co typowe dla broni indyjskiej były wybrzuszone w środku, młodsze miały koszową ochronę. Głowica starszych egzemplarzy w postaci talerzykowej, u młodszych w postaci dość długiego kolca. Jelec uszaty, w późniejszych egzemplarzach przechodzący w osłonę rękojeści.